# Rottalhütte
Die Rottalhütte ist eine Berghütte der Sektion Interlaken des Schweizer Alpen-Clubs (SAC). Sie liegt auf 2755 m ü. M. im Lauterbrunnental im Berner Oberland und dient als Ausgangspunkt für eine Besteigung der Jungfrau und der Äbeni Flue. Im Jahr 2007 feierte die Hütte ihr hundertjähriges Jubiläum.

## Geschichte

Alte und neue Rottalhütte, ca. 1905
Rottalhütte, ca. 1905

## Zugang
Von Stechelberg über den Hüttenweg der Rottalhütte. Dauer 5,5 Stunden. Der Zugang ist bei Schnee und Eis nur den sehr erfahrenen Berggängern vorbehalten. Der Aufstieg zur Rottalhütte ist im ersten Teil identisch mit dem Aufstieg zur Silberhornhütte.